# نادی‌چچ
نادْیْ‌چِچ (به مجاری:  Nagycsécs) یک منطقهٔ مسکونی در مجارستان است که در بورشود-آبااوی-زمپلن واقع شده‌است.